# Empoasca willinki
Empoasca willinki är en insektsart som beskrevs av Young 1953. Empoasca willinki ingår i släktet Empoasca och familjen dvärgstritar. Inga underarter finns listade i Catalogue of Life.